# Alphons Dürr (Verleger)

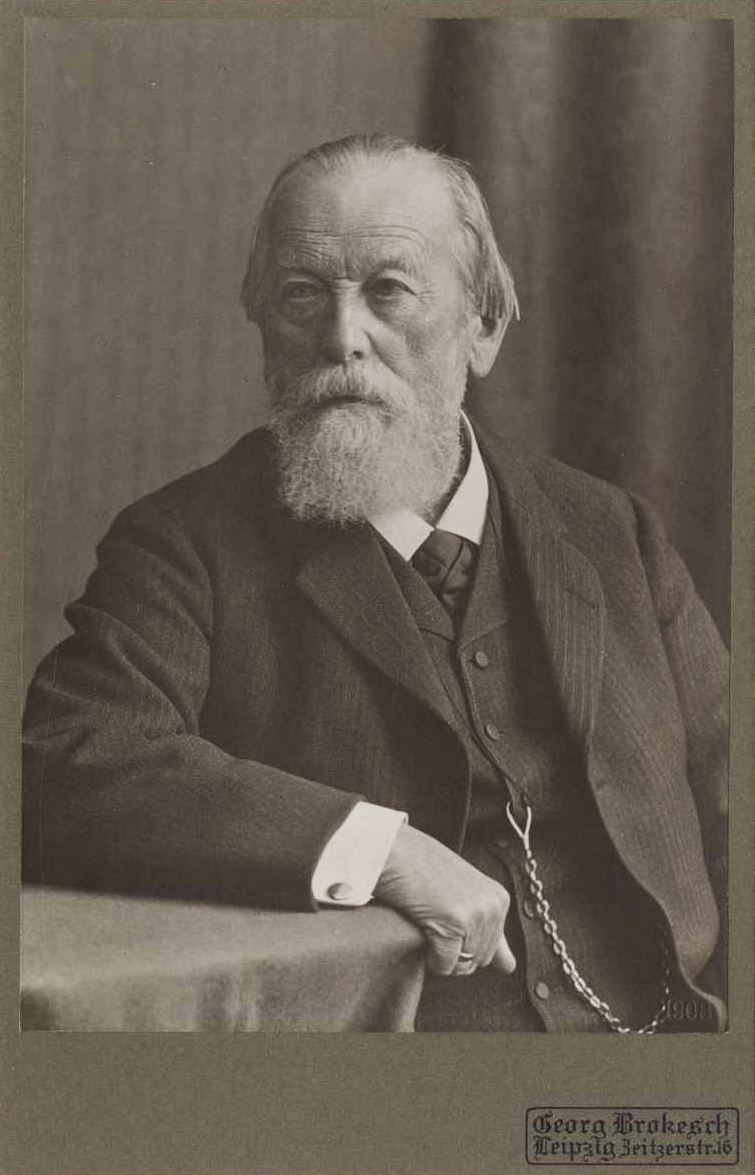
Alphons Dürr, um 1906

Alphons Friedrich Dürr (* 21. Januar 1828 in Leipzig; † 6. April 1908 ebenda) war ein deutscher Kunstverleger, Verlagsbuchhändler und Leipziger Lokalpolitiker.

## Leben und Werk
Alphons Dürr ging in der C. G. Hander’schen Lehranstalt zur Schule, 1843 begann er eine Lehre als Buchhändler bei Carl Heinrich Reclam, die er 1847 abschloss. Anschließend war er für ein Jahr Gehilfe im Kommissionsbuchhandel von Friedrich Volckmar, von Ende des Jahres 1848 bis 1852 war er in der Twietmeyerschen Buchhandlung als Volontär tätig. Nachdem der Inhaber Carl Twietmeyer im Mai 1852 gestorben war, übernahm Dürr kommissarisch die Geschäftsleitung. Im Februar 1853 erlangte Alphons Dürr das Bürgerrecht der Stadt Leipzig, im gleichen Jahr übernahm er die Buchhandlung und gründete unter dem Namen C. Twietmeyers Buchhandlung Alphons Dürr sein erstes Unternehmen. Ab 1854 firmierte das Unternehmen unter dem Namen Alphons Dürr, 1859 übernahm er das skandinavische Sortiment von Carl Behrernd Lorck. 1865 kaufte er den Leipziger Verlag Ludwig Denicke auf. 1873 gab er das gesamte ausländische Sortimentsgeschäft seines Unternehmens ab und konzentrierte sich anschließend vornehmlich auf Kunstpublikationen, Kinder- und illustrierte Bücher, darunter die Zeitschrift Deutsche Jugend (1873–1885).
Dürr gehörte seit 1848 der Leipziger Kommunalgarde an. In Connewitz, wo er seit 1857 ein Landhaus besaß, war er Mitglied des Gemeinderates, begründete 1865 die Freiwillige Feuerwehr Leipzig, 1872 eine örtliche Sparkasse und 1873 eine Volksbibliothek. Von 1878 bis 1901 war Alphons Dürr unbesoldetes Mitglied des Leipziger Stadtrates, wo er für Schulen, Musik, Theater und Stiftungswesen tätig war. 1903 erhielt er anlässlich seines 75. Geburtstages das Offizierskreuz des Albrechtsordens. Mehrere Jahre lang war Alphons Dürr Vorsteher der evangelisch-reformierten Gemeinde in Leipzig, zudem war er Vorstandsmitglied im Leipziger Kunstverein (ab 1868) und gehörte der Gewandhaus-Konzertdirektion an (ab 1890).
Im Leipziger Stadtteil Lößnig gibt es eine Dürrstraße und in der Südvorstadt einen Dürrplatz nach der Galopprennbahn Scheibenholz.
Etwa 500 Autographen von Schriftstellern und Künstlern des 19. Jahrhunderts, mit denen Dürr korrespondierte, befinden sich als Sammlung im Deutschen Buch- und Schriftmuseum in Leipzig.

## Familie
Alphons Dürr war ein Sohn des Kaufmanns Friedrich Dürr (1796–1875) und dessen Frau Franziska Therese (geborene Rousset, 1804–1874). Am 3. September 1854 heiratete er Helene Emilie von Villiers (13. September 1833–24. August 1855), eine Tochter des Franzosen Frédéric de Villers. Aus dieser Ehe ging der Verleger und Kunsthistoriker Alphons Dürr (1855–1912) als Sohn hervor. Helene Emilie Dürr starb kurz nach dessen Geburt. In zweiter Ehe war Dürr ab 1859 mit Marie Anna Henriette Gontard (1837–1898) verheiratet, aus dieser Lebensgemeinschaft gingen fünf Kinder hervor.
Alphons Dürr, seine Eltern und seine beiden Ehefrauen wurden im Dürr’schen Erbbegräbnis in der II. Abteilung des Neuen Johannisfriedhofs beerdigt.
Mit der Dürr’schen Verlagsbuchhandlung hat Alphons Dürr nur familiär zu tun.